# Lucas Barreto
Luiz Cantuária Barreto (Macapá, 10 de novembro de 1964), conhecido como Lucas Barreto, é um político brasileiro, filiado ao Partido Social Democrático (PSD). Atualmente, é senador pelo Amapá.
Foi eleito deputado estadual no ano de 1990, tendo participado da elaboração da Constituição do Estado do Amapá como Relator da Comissão da Ordem Econômica e Social, além de Relator Adjunto da Constituição Estadual. Foi o 7º candidato mais votado e o mais jovem entre os eleitos. Nos anos de 1991 e 1992, ocupou na Mesa Diretora da Assembleia Legislativa a função de 2º Vice-Presidente e, no biênio 1993/1994, a função de 1º Secretário.
Em 1994, foi reeleito deputado estadual, tendo ocupado as funções de 1º e 2º Secretário na Mesa Diretora nos Biênios 1995/1996 e 1997/1998, respectivamente, além de membro titular da Comissão de Constituição, Justiça e Redação.
Foi novamente reeleito em 1998 para o cargo de deputado estadual, ocupando as funções de Relator da Comissão de Constituição, Justiça e Redação e de Presidente da Comissão de Orçamento e Finanças da Assembleia Legislativa do Estado do Amapá. 
Em 2002, foi reeleito, mais uma vez, deputado estadual, tendo sido eleito Presidente da Assembleia Legislativa do Estado do Amapá para o biênio 2003/2004. Em 2006, foi candidato a vice-governador na chapa de Papaléo Paes, ficando em terceiro lugar. Nas eleições de 2010, foi candidato ao governo do Amapá, sendo derrotado no segundo turno por Camilo Capiberibe (PSB). Em 2014, lançou-se candidato a governador mais uma vez, porém, ficou fora do segundo turno. 
Foi vereador do Município de Macapá no período de 2013 a 2016. Em 2018, foi eleito senador.